# Lijst van spelers van Internazionale
Deze lijst omvat voetballers die bij Internazionale spelen of gespeeld hebben.

### Argentijnen
- Matías Almeyda
- Antonio Angelillo
- Gabriel Batistuta
- Nicolás Andrés Burdisso
- Esteban Cambiasso
- Hernán Crespo
- Julio Ricardo Cruz
- Attilio Demaría
- Kily González
- Mariano Nicolás González
- Diego Milito
- Daniel Passarella
- Walter Samuel
- Diego Simeone
- Santiago Solari
- Juan Sebastián Verón
- Javier Zanetti
- Matias Almeyda
- Mauro Icardi
- Lautaro Martínez

### Belgen
- Ludo Coeck
- Ibrahim Maaroufi
- Enzo Scifo
- Gaby Mudingayi
- Radja Nainggolan
- Romelu Lukaku
- Zinho Vanheusden

### Brazilianen
- Adriano
- César
- Philippe Coutinho
- Jair
- Júlio César
- Kerlon
- Lúcio
- Maicon
- Mancini
- Maxwell
- Miranda
- Thiago Motta
- Roberto Carlos
- Ronaldo
- Vampeta

### Chilenen
- Luis Jiménez
- Gary Medel
- David Pizarro
- Alexis Sanchez
- Iván Zamorano

### Colombianen
- Iván Córdoba
- Nelson Rivas
- Fredy Guarín
- Jeison Murillo

### Deens
- Thomas Helveg
- Christian Eriksen

### Duitsers
- Andreas Brehme
- Jürgen Klinsmann
- Lothar Matthäus
- Hansi Müller
- Lukas Podolski
- Karl-Heinz Rummenigge
- Matthias Sammer
- Horst Szymaniak

### Fransen
- Jocelyn Angloma
- Jonathan Biabiany
- Laurent Blanc
- Jérémie Bréchet
- Zoumana Camara
- Benoît Cauet
- Ousmane Dabo
- Olivier Dacourt
- Youri Djorkaeff
- Sébastien Frey
- Yann Karamoh
- Mikaël Silvestre
- Patrick Vieira
- Geoffrey Kondogbia

### Italianen
- Daniele Adani
- Ermanno Aebi
- Alessandro Altobelli
- Pietro Anastasi
- Marco Andreolli
- Dino Baggio
- Roberto Baggio
- Salvatore Bagni
- Giuseppe Baldini
- Marco Ballotta
- Mario Balotelli
- Nicolò Barella
- Giuseppe Baresi
- Enzo Bearzot
- Mauro Bellugi
- Giuseppe Bergomi
- Roberto Boninsegna
- Cristian Brocchi
- Lorenzo Buffon
- Tarcisio Burgnich
- Antonio Candreva
- Fabio Cannavaro
- Luca Castellazzi
- Franco Causio
- Luigi Cevenini
- Bruno Cirillo
- Francesco Coco
- Mario Corso
- Luigi Di Biagio
- Marco Delvecchio
- Éder
- Giacinto Facchetti
- Giuseppe Favalli
- Matteo Ferrari
- Riccardo Ferri
- Virgilio Fossati
- Angelo Franzosi
- Maurizio Ganz
- Lino Grava
- Fabio Grosso
- Benito Lorenzi
- Marco Materazzi
- Sandro Mazzola
- Giuseppe Meazza
- Giacomo Neri
- Gabriele Oriali
- Paolo Orlandoni
- Giampaolo Pazzini
- Gianluca Pagliuca
- Christian Panucci
- Giovanni Pasquale
- Angelo Peruzzi
- Armando Picchi
- Andrea Pirlo
- Alessandro Pistone
- Andrea Ranocchia
- Sandro Puppo
- Davide Santon
- Luigi Sartor
- Ezequiel Schelotto
- Salvatore Schillaci
- Franco Selvaggi
- Aldo Serena
- Marco Tardelli
- Francesco Toldo
- Lido Vieri
- Christian Vieri
- Cristiano Zanetti
- Walter Zenga

### Japanners
- Yuto Nagatomo

### Kameroeners
- Samuel Eto'o
- André Onana
- Pierre Womé

### Kroaten
- Dražen Brnčić
- Marcelo Brozović
- Mateo Kovačić
- Marko Livaja
- Ivan Perišić
- Dario Šimić
- Petar Sučić

### Macedoniërs
- Darko Pančev
- Goran Pandev

### Nederlanders
- Dennis Bergkamp
- Edgar Davids
- Wim Jonk
- Andy van der Meyde
- Clarence Seedorf
- Wesley Sneijder
- Faas Wilkes
- Aron Winter
- Luc Castaignos
- Stefan de Vrij
- Denzel Dumfries
- Davy Klaassen

### Nigerianen
- Nwankwo Kanu
- Obafemi Martins
- Joel Obi
- Victor Obinna
- Taribo West

### Oostenrijkers
- Marko Arnautović
- Herbert Prohaska

### Portugezen
- Sergio Conceição
- Luís Figo
- Maniche
- Vitor Pelé
- Ricardo Quaresma
- Paulo Sousa
- João Mário

### Roemenen
- Denis Alibec
- Cristian Chivu
- Cristian Daminuță
- Adrian Mutu
- George Pușcaș
- Ionuț Radu
- Nicolae Simatoc

### Russen
- Igor Sjalimov

### Serviërs
- Vladimir Jugović
- Siniša Mihajlović
- Dejan Stanković
- Nemanja Vidić

### Sloveniërs
- Samir Handanovic
- Rene Krhin

### Slowaken
- Vratislav Greško
- Milan Škriniar

### Spanjaarden
- Francisco Farinós
- Luis Suárez
- Borja Valero

### Turken
- Emre Belözoğlu
- Okan Buruk
- Hakan Şükür

### Uruguayanen
- Fabián Carini
- Álvaro Recoba
- Martín Satriano
- Héctor Scarone
- Rubén Sosa
- Diego Forlán
- Matías Vecino

### Zwitsers
- Hernst Manktl
- Ciriaco Sforza
- Xherdan Shaqiri
- Roger Vonlanthen
- Yann Sommer

### Overig
- Tijani Belaid
- Cyril Domoraud
- Carlos Gamarra
- Zlatan Ibrahimović
- Paul Ince
- Giorgos Karagounis
- Robbie Keane
- Houssine Kharja
- Achraf Hakimi
- McDonald Mariga
- Sulley Muntari
- David Suazo
- Árpád Weisz